# 活化 (生物)

Natural competence.
1-細菌細胞DNA
2-細菌細胞質體
3-Sex pili(由線毛素(pilin)所構成，吸附後之目的為DNA之轉移)
4-來自死細胞的外源質體
5--細菌細胞的限制性內切酶
6-脫出的外源質體
7-DNA連接酶
I: 來自的死細胞外源DNA質體是由自然感受态細胞的性菌毛所截獲
II: 外源質粒由細菌細胞限制性內切酶處理後，通過性菌毛轉導入細菌細胞。限制性內切酶打斷外源質粒核苷酸鏈，使之可以被添加到細菌DNA之中。
III: DNA連接酶結合的外來核苷酸進入細菌細胞的DNA.
IV: 重組完成，並且外源DNA已轉移至原細菌細胞的DNA，當細菌細胞複製下一代時將成為其中的一部分。

活化（Competence）又稱為感受态，是一個在微生物學、遺傳學、分子生物學和細胞生物學裡很常見的名詞，用來指一種能令細胞有能力從細胞以外的環境接納DNA的方法。無論是在自然條件下發生，或者在實驗室中藉由人造，一個細菌細胞的基因有指定的能力可以接受外來之DNA。本文主要涉及在細菌中自然感受态的能力。被活化了的細胞一般被稱為勝任細胞（Competent cell）。
令細胞活化，可以從自然活化及誘導活化兩方面入手：
- 自然活化是細菌的一種在自然環境或實驗室環境內均會發生的活化過程，自然活化由英國醫生弗雷德里克·格里菲斯（Frederick Griffith）於1928年發現
- 誘導活化或人工活化則是一種在實驗室環境裡，透過特殊的處理，令細胞群落產生變化，從而有能力接受外來的DNA。

## 歷史
自然感受态的能力是由弗雷德里克·格里菲斯於1928年發現，他發現一個已被殺死的致病性細菌所含的東西，可以改變相關的非致病性細胞而轉化為致病類型。1944年奧斯瓦爾德·埃弗里，科林·麥克勞德和麥克霖麥卡蒂證明，這種“轉化因子”是純粹的DNA。這是第一個令人信服表是DNA在細胞中的攜帶遺傳信息的證據。
從那時起，天然感受态能力開始研究了許多不同的細菌，特別是枯草桿菌，肺炎鏈球菌（Griffith的“肺炎球菌”），淋球菌和流感嗜血桿菌。活躍的研究領域包括DNA遷移的機制，接受DNA的能力在不同細菌中的調節，和感受态能力的進化功能。

## 參看
- 轉化 (生物)
- 格里菲斯實驗